# Cristián Rodríguez (ciclista)
Cristián Rodríguez Martín (El Ejido, 3 marzo 1995) è un ciclista su strada spagnolo che corre per il team Arkéa-B&B Hotels. È professionista dal 2016.

## Carriera
Nella categoria Under-23 si mette in mostra vincendo una tappa e la classifica generale della Vuelta Ciclista a León e arrivando secondo al campionato nazionale a cronometro. Ad agosto 2015 entra a far parte della rosa della Southeast e con la medesima squadra diventa professionista a partire dalla stagione 2016.

## Palmarès

### Strada
- 2015 (Caja Rural Amateur, due vittorie)

1ª tappa Vuelta Ciclista a León
Classifica generale Vuelta Ciclista a León
- 2021 (Total Direct Énergie/TotalEnergies, due vittorie)

8ª tappa Tour du Rwanda (Kigali (Canale Olympia) > Kigali (Canale Olympia))
Classifica generale Tour du Rwanda
- 2025 (Arkéa-B&B Hotels, una vittoria)

Mercan'Tour Classic Alpes-Maritimes

#### Altri successi
- 2022 (TotalEnergies)

Classifica scalatori Giro dei Paesi Baschi

## Piazzamenti

### Grandi Giri
- Giro d'Italia

2016: 103º
2017: 52º
- Tour de France

2021: 46º
2025: 20º
- Vuelta a España

2018: 25º
2019: 50º
2023: 13º

### Classiche monumento
- Liegi-Bastogne-Liegi

2022: ritirato
- Giro di Lombardia

2016: ritirato
2017: 55º

### Competizioni europee
- Campionati europei

Frýdek-Místek 2013 - Cronometro Juniores: 26°
Frýdek-Místek 2013 - In linea Juniores: 21°